# Білогірка
Білогі́рка — село в Україні, у Великоолександрівській селищній громаді Бериславського району Херсонської області. Населення становить 135 осіб.

## Населення

### Мовний склад
Рідна мова населення за даними перепису 2001 року:
| Мова       | Чисельність, осіб | Доля     |
| ---------- | ----------------- | -------- |
| Українська | 134               | 99,26 %  |
| Інше       | 1                 | 0,74 %   |
| Разом      | 135               | 100,00 % |

## Історія
12 червня 2020 року, відповідно до Розпорядження Кабінету Міністрів України від № 726-р «Про визначення адміністративних центрів та затвердження територій територіальних громад Херсонської області», увійшло до складу Великоолександрівської селищної громади.
19 липня 2020 року, в результаті адміністративно-територіальної реформи та ліквідації  Великоолександрівського району увійшло до складу Бериславського району.

### Російське вторгнення в Україну (з 2022)
18 серпня 2022 року Сергій Хлань повідомив про ліквідацію ударами ЗСУ складу техніки російських окупантів у Білогірці, того ж дня з'явилась інформація про звільнення Білогірки, але інформація так і не підтвердилася.
22 липня 2022 року біля села загинув капітан десантно-штурмового підрозділу Дмитро Сержан.
25 липня 2022 року біля села загинув лейтенант десантно-штурмового підрозділу Ігор Дроздов, а 23 серпня — військовослужбовець ЗСУ Паленичка Владислав Васильович 1998 р.н під час танкового та артилерійського обстрілу.
10 вересня 2022 року після важких боїв та роботи авіації російських окупантів, ЗСУ прорвали фронт і повернули під контроль село Білогірку.
12 вересня 2022 року Генштаб ЗСУ повідомив про остаточне звільнення села від російських окупантів.
У результаті боїв село практично знищене — не залишилося неушкоджених будівель.
Після деокупації Білогірки селищна громада хотіла жити далі у своєму селі, на своїй землі і, заручившись підтримкою волонтерів з громадської організації «World foundation for Ukraine», розпочала проєкт відбудови. 
Починаючи з листопада 2023 року, об’єднавши сили місцевого населення та отримавши підтримку зовнішніх донорів, було розпочато відбудову житлових будівель та відновлення інфраструктури у селі.

## Пам'ятки
З південного-сходу та заходу села, на відстані від 0,5–4,8 км, розташовані 23 кургани висотою від 0,5 до 6,5 метрів. Найбільший з них — курган заввишки до 6,5 м, діаметром біля 40 м, з півконусовидної форми насипом, знаходиться за 1,2 км на південному сході села.

## Відомі люди
- Гашенко Макар Артемович (1908-?) — український політичний в'язень, член ОУН.
- Дроздов Ігор Володимирович (1981—2022) — український військовик, загинув у боях коло с. Білогірка.
- Сержан Дмитро Іванович (1974—2022) — український військовик, капітан ДШВ ЗСУ, загинув у боях за с. Білогірка.